# U-Bahn-Station Hütteldorfer Straße
Hütteldorfer Straße is een metrostation in het district Penzing van de Oostenrijkse hoofdstad Wenen. Het station werd geopend op 5 december 1998 en wordt bediend door lijn U3.  Naamgever is de Hütteldorfer Straße die in 1861 naar de toenmalige voorstad Hütteldorf werd genoemd en een van de belangrijkste verkeersaders is tussen de westrand van de stad en de Gürtel.

## Ligging en inrichting
Het station ligt onder de Breitenseer Straße tussen de Feilplatz en Reinlgasse. Ondergronds is er een eilandperron dat grotendeels is gebouwd als ondiep gelegen zuilenstation, alleen aan het westeinde loopt het perron door in de geboorde tunnels richting Kendlerstraße zodat er een klein stukje sprake is van een dubbelgewelfdstation. 
Het stationsgebouw staat op de Feilplatz boven het westeinde van het eilandperron, onderling zijn ze verbonden via liften en een trappenhuis. Aan het oosteinde is het perron met een lift, een vaste trap en een roltrapgroep verbonden met een winkelpassage tussen de Hütteldorfer Straße en de Breitenseer Straße, waar ook de halte van tramlijn 10 ligt. De haltes van tram 49, richting Hütteldorf of Ring, liggen in de Hütteldorfer Straße. In de buurt van het station ligt de bioscoop Breitenseer Lichtspiele uit 1905, die behoort tot de oudste nog gebruikte bioscopen van Wenen.

## Kunstwerken
Een ongeveer 40 meter lange gang naar het perron is opgesierd met het kunstwerk „U-BauAlphabet“ van de hand van Georg Salner. De wandpanelen zijn in deze gang versprongen aangebracht zodat er 39 verticale stroken van 15 cm breed met opschriften te vinden zijn. De 70 verticaal geschreven woorden zijn allemaal begrippen uit de metrobouw. De email panelen werden door de firma Fuhs in Schrems, Neder-Oostenrijk vervaardigd. De teksten zijn alleen te zien als je naar het perron toe loopt.

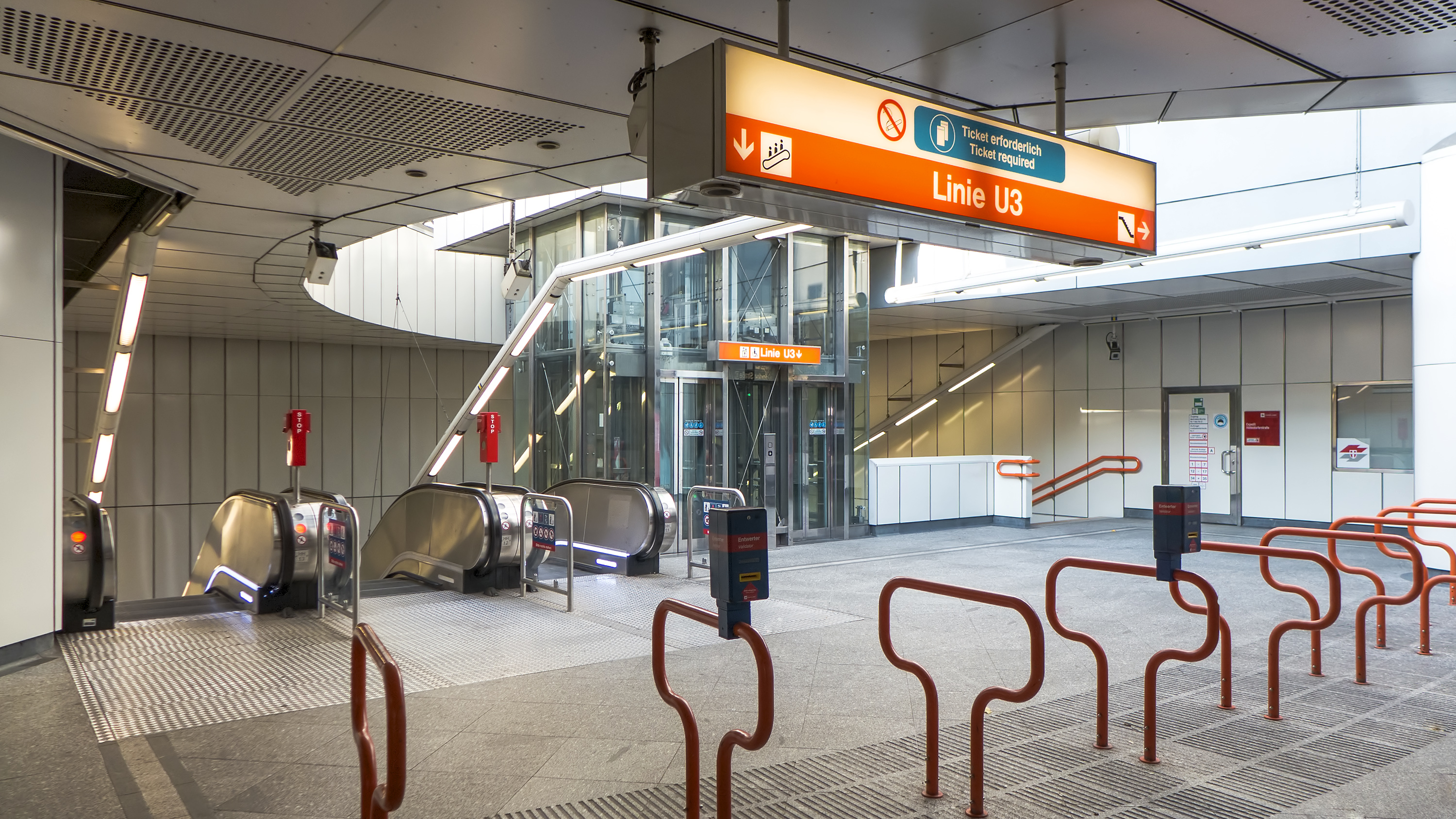
De toegang in de winkelpassage
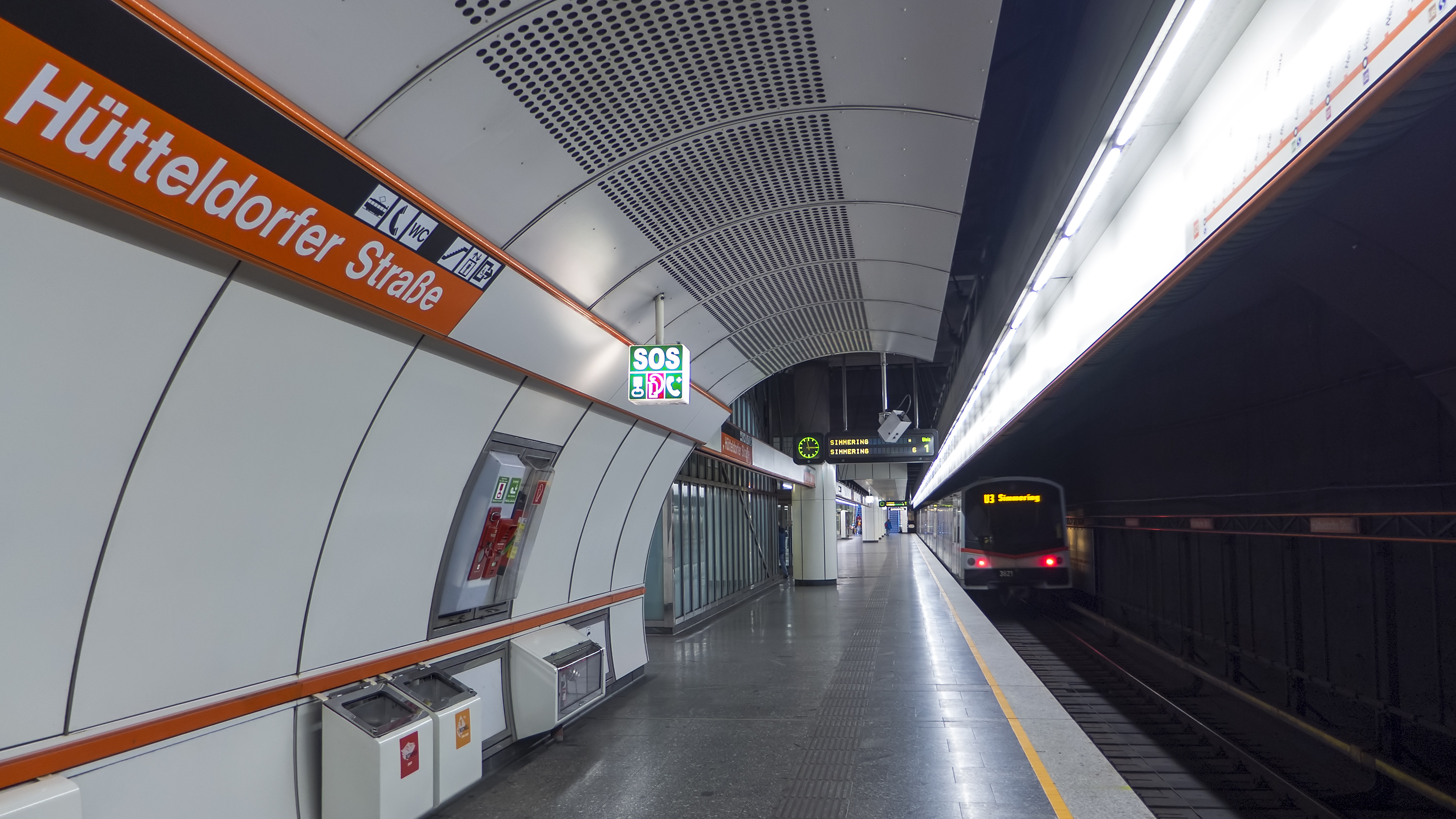
Het perron gezien uit het westen.
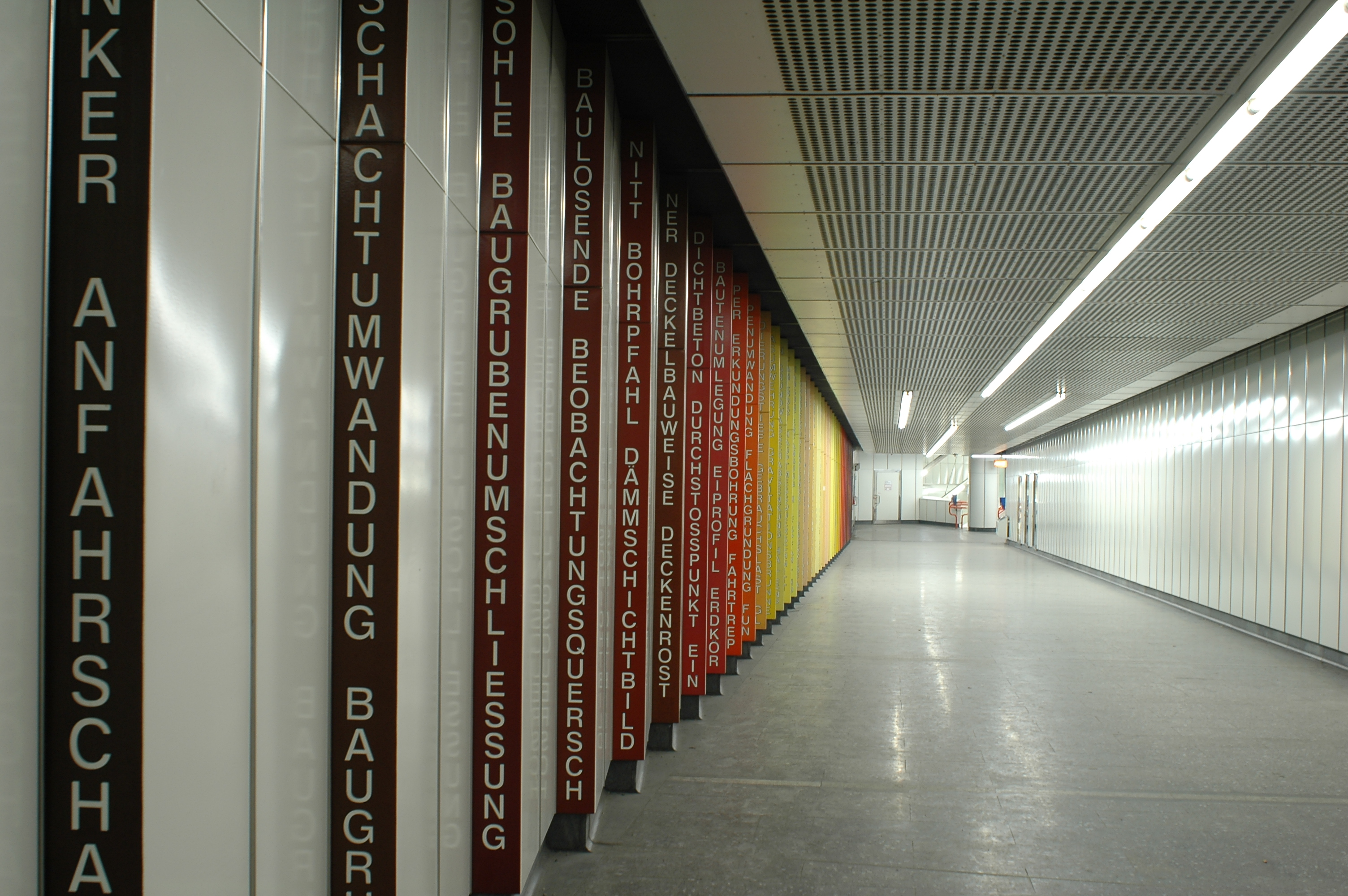
Het U-BauAlphabet